# Gramona
Gramona és un celler que elabora escumosos de llarga criança a Sant Sadurní d'Anoia, una empresa familiar amb sis generacions d'història, i sota la marca Corpinnat, al Penedès. Cultiva les varietats locals xarel·lo, macabeu i parellada entre d'altres. Treballa amb viticultura biodinàmica a l'entorn del Celler Batlle, on es vinifica. Enmig de les vinyes, hi ha una granja en què hi viuen diversos animals que tenen un paper important en la cura de la terra i en l'elaboració de preparats. Al centre del poble de Sant Sadurní es troba la cava històrica on fan la criança els vins escumosos. Segueix els principis de Wineries for Climate Protection: produeix la seva pròpia energia renovable, es depura i reutilitza l'aigua i es milloren processos per reduir les emissions de CO₂.

## Història
La història de Gramona comença el 1850 amb Josep Batlle, agricultor de les vinyes que hi havia a la vall del riu Anoia, que encara avui treballa la família. Quan la fil·loxera va assolar els ceps francesos, el seu fill Pau Batlle, va aprendre a afinar el vi de xarel·lo al gust dels productors d'escumosos de la Champagne i va començar a vendre vi a negociants del país veí. Amb els beneficis d'aquesta operació va obrir el primer Celler Batlle, l'any 1881.
La marca Gramona va ser creada a principis del segle XX amb el matrimoni de Pilar Batlle amb Josep Gramona, un sadurninenc fill del president del Gremi de Taverners de Barcelona.
A la década de 1940, els germans Bartomeu i Josep Lluís Gramona Batlle van constatar que les ampolles d’escumosos que havien quedat en repòs a la cava, atesa la impossibilitat de vendre-les durant la Guerra Civil i la Segona Guerra Mundial, havien evolucionat de manera molt favorable i havien conservat una gran frescor. Basant-se en aquesta experiència, el 1951 van decidir elaborar el primer II Lustros (que avui coneixem com III Lustros), un escumós pioner de les llargues criances al Penedès.
A l’inici del s. XXI, la cinquena generació, Jaume i Xavier Gramona, van iniciar un canvi de paradigma per capgirar la falsa creença que els escumosos del Penedès eren, exclusivament, per beure’ls joves. Tastos a cegues amb vins escumosos com Enoteca i Celler Batlle, de 225 i 130 mesos de criança respectivament, van col·locar el Penedès entre les zones productores de més alta qualitat del panorama nacional i internacional.
Aquests tastos es van celebrar a l’hotel El Palace i el Bar à vins de la fàbrica Moritz de Barcelona, i al restaurant especialitzat en vins Corkbuzz de Nova York, entre d'altres. Es van servir escumosos francesos de cases com Roederer, Dom Pérignon, Krug, Bollinger, Salon, Selosse o Egly Ouriet.
Gramona va celebrar el centenari com a elaborador d’escumosos amb diversos actes que van tenir lloc a Londres, Mallorca, Madrid, Barcelona i Sant Sadurní d’Anoia. Aquest darrer, va consistir en una jornada de tastos d’una quarantena d’elaboradors del Penedès, Espanya i França que es van reunir a l’entorn de la granja biodinàmica, com Artadi, Barbadillo, Clos Mogador, Descendientes de J. Palacios, Champagne Fleury, Llopart, Niepoort, Mustiguillo, Martí Albet, Recaredo, Torres, Roda o Benoit Lahaye.

## Viticultura
Cultiva xarel·lo, macabeu, parellada i xarel·lo vermell, entre altres varierats.
El respecte per el medi ambient és un element clau a Gramona, el seu compromís de treballar de forma sostenible a les vinyes i també al celler és total. S'hi du a terme una viticultura de terrer desenvolupada al llarg dels anys, que aplica preparats biodinàmics elaborats a la casa, poda de respecte, anàlisi dels sòls, llaurat amb cavalls de tir i gestió manual de la vinya.

## Aliances per la Terra
L’any 2015, Gramona va impulsar la creació d’Aliances per la Terra, un col·lectiu de famílies viticultores del Penedès que investiguen i aprenen juntes l’aplicació de la filosofia biodinàmica a les seves vinyes. Junts, cuiden més de 450 hectàrees, una de les extensions de vinya biodinàmica més grans del Penedès. El raïm d’Aliances per l a Terra, alimenta entre altre, l’escumós Gramona Imperial, amb més de 50 mesos de criança, que el 2023 va rebre el premi al Millor Vi Escumós Biodinàmic del Món, concedit per el prestigiós Champagne and Sparkling Wine World Championships.

## Vins escumosos
Els escumosos de Gramona destaquen pel predomini de la xarel·lo, varietat clau per a les llargues criances. Cal esmentar Gramona Imperial, un brut amb una criança de 50 mesos en rima, i Gramona III Lustros un dels primers brut nature del mercat, amb un mínim de 70 mesos de criança en rima. Gramona Celler Batlle és un escumós que prové de parcel·les seleccionades del paratge Font de Jui, amb un predomini clar de la xarel·lo i un procés 100% artesanal en un producte de més de 110 mesos de criança.
La família Gramona també elabora vins tranquils, dolços i escumosos de mètode ancestral a l’empar dels projectes Costes de Cerdanya, Mas Escorpí, Vins per Estimar el Vi, Enclòs de Peralba i Companyia Vinícola Gralton.